# 奇蹟 (倖田來未單曲)
『奇蹟』為日本歌手倖田來未於2004年9月8日發行的13rd單曲。

## 解說
- 本作再次進入排行榜TOP10。

- 「life」僅收錄於本單曲中。

## 發行形式
- CD+DVD
- CD ONLY

## 曲目

### CD
1. 奇蹟
作詞:倖田來未 森元康介  作曲:森元康介  編曲:西川レオ
NHK「Jリーグ中継」主題曲。
2. LOVE HOLIC
作詞:倖田來未  作曲:Tsutomu Yamasaki  編曲:h-wonder
毎日放送・TBS電視台「世界バリバリ☆バリュー」片尾曲。
3. life
作詞:倖田來未  作曲:Hiroshi Kim  編曲:西川レオ
4. 奇蹟 （Instrumental）
5. LOVE HOLIC （Instrumental）
6. life （Instrumental）

### DVD
1. 奇蹟 （Music Video）